# جونغ جين يونغ
جونغ جين يونغ (بالكورية: 정진영)‏ (مواليد 18 نوفمبر 1991) هو مغني وممثل كوري جنوبي وكان عضو في فرقة بي 1 إي 4.

## الأعمال

### أفلام
| السنة | العنوان       | الدور             |
| ----- | ------------- | ----------------- |
| 2014  | الآنسة الجدة  | بان جي ها         |
| 2022  | هواة الغناء 2 | جوني (تمثيل صوتي) |

### مسلسلات
| السنة     | العنوان         | الدور                 |
| --------- | --------------- | --------------------- |
| 2015      | دافئ ومريح      | جونغ بونغ سان         |
| 2019      | حبي الأول الأول | سيو دو هيون           |
| 2021      | جامعة الشرطة    | كانغ سون هو           |
| 2023      | غريبي المثالي   | ابن هاي جون ويون يونغ |
| 2024-2023 | منزل جميل       | بارك تشان يونغ        |

## روابط خارجية
- جونغ جين يونغ على موقع IMDb (الإنجليزية)
- جونغ جين يونغ على موقع ميوزك برينز (الإنجليزية)
- جونغ جين يونغ على موقع ديسكوغز (الإنجليزية)
- جونغ جين يونغ على موقع قاعدة بيانات الفيلم (الإنجليزية)
- جونغ جين يونغ على موقع كينوبويسك (الروسية)